# Luce Irigaray
Luce Irigaray, född 3 maj 1930 i Blaton i provinsen Hainaut i Belgien, är en fransk feministisk teoretiker inom filosofi, lingvistik och psykoanalys. Hon har haft stort inflytande på den feministiska rörelsen i Europa, främst i Frankrike och Italien. Några av de mest välkända verken av henne är Speculum de l'autre femme (1974) och Ce sexe qui n’en est pas un (1977).

## Biografi

### Utbildning
Luce Irigaray studerade vid Louvains universitet där hon avlade kandidatexamen år 1954 och masterexamen år 1956. År 1960 flyttade hon till Paris och påbörjade sin doktorandutbildning inom psykologi vid Paris universitet. År 1961 doktorerade och erhöll året därpå diplom i psykopatologi. 
Under 1960-talet deltog Irigaray vid psykoanalytiska seminarier under ledning av Jacques Lacan. Hon anslöt sig till École Freudienne de Paris, som likaså leddes av Lacan.
Vidare inom doktorandvärlden doktorerade Irigaray inom lingvistik och även filosofi, med en kritik av Freuds positionering till femininitet. 
Sedan 1964 har Irigaray haft en post vid Centre national de la recherche scientifique, där hennes fokus delvis har varit språk hos demenspatienter. Detta fokus resulterade i boken Le Langage des déments (The Language of Dementia) som publicerades 1973.

### Speculum de l'autre femme
År 1974 doktorerade Irigaray på sin avhandling Spéculum de l'autre femme, eller Speculum of the Other Woman. Dess kritik mot freudiansk teori ledde till Irigarays omedelbara uteslutning från École freudienne.
Spéculum de l'autre femme är indelad i tre delar: La Tache aveugle d'un vieux rêve de symétrie (The blindspot of an old dream of symmetry), Spéculum (Speculum) och L’ὑστέρα de Platon (Plato's Hystera). Den första delen analyserar Freuds påståenden gällande femininitet, utveckling och könsskillnader. Den andra delen innehåller läsningar av västerländska filosofer samt Irigarays egna filosofiska positioneringar. Den tredje och sista delen berör Platons grottliknelse som symbol för den västerländska metafysikens begynnelse.

### Spekularisering
I enlighet med freudiansk teori om kvinnor som den manliga negationen, blir kvinnan en negativ nödvändighet till det manliga subjektets spekularisering. Spekularisering blir i detta fall både speglingen av ett instrument – spekulum – infört in i vaginan men även återspeglingen av det manliga subjektet jämte kvinnan.

## Ce sexe qui n’en est pas un
År 1977 publicerades Ce sexe que n'en est pas un (The Sex Which Is Not One). I verket antar sig Irigaray begreppet 'kvinna' genom en blandning av poetisk och teoretisk text. Genom språket och kvinnans morfologi (särskilt från anatomi) beskriver Irigaray kvinnans position som underminerad. Irigaray talar för en pluralitet hos det kvinnliga könsorganet som är under förtryck från ett patriarkalt språk som omöjliggör kvinnors egna njutning. Språket anser hon vara kontrollerat av fallogocentrism och därmed medskapande i kvinnors oförmåga att beskriva sina egna kroppar. Denna idé om språket som fallogocentrerat kan kopplas till Hélène Cixous, Julia Kristeva samt Écriture feminine. 